# Vikings: War of Clans
Vikings: War of Clans (укр. Вікінги: Війна кланів) — масова багатокористувацька стратегічна відеогра 2015 року, розроблена та випущена Plarium для Android та iOS 10 серпня 2015 року та для Facebook 19 жовтня 2016 року. Проєкт розповсюджується за моделлю free-to-play, але певні функції доступні для гравців за реальні гроші.

## Ігровий процес
У Vikings: War of Clans гравці повинні співпрацювати один з одним, щоб створити власний клан. Кожен клан має ієрархію управління від рядового до вождя, а кожен гравець має відповідний обсяг повноважень.
Головною метою гри є захоплення місця сили — унікальної локації, розташованої в центрі кожного королівства. Гравці створюють і розвивають власні клани, тренують війська, покращують своїх героїв і міста. Кожне покращення в грі вимагає спеціальних ресурсів — деревини, заліза, їжі, каменю, срібла або ігрової валюти «золото». Ресурси можна отримати, покращуючи будівлі в місті, здійснюючи походи до ресурсних локацій на глобальній карті, а також нападаючи на міста інших гравців.
У грі з'явилися нові змагання, які дозволяють поборотися і стати королем всієї землі. Гравці мають вирушити до королівства Йотунгейм, щоб взяти участь у легендарному змаганні.
Гравці можуть об'єднуватися в групи, які можуть містити до 100-125 осіб (залежно від сили клану та їхньої фортеці), об'єднаних єдиною назвою клану, щитом, правилами та структурою управління. Гравці створюють клани для досягнення колективних цілей, таких як захоплення Місця Сили, участь у кланових змаганнях та допомога членам клану у розвитку.
Гравці в грі географічно розділені на різні ігрові локації — королівства. В середньому в кожному королівстві може бути близько 45 000 гравців. Станом на кінець 2019 року існувало 845 королівств.
При створенні гри команда розробників використовувала інформацію зі статей і книг про історію Скандинавського півострова, з телевізійних шоу і фільмів, що зображують військові походи та повсякденне життя вікінгів, а також з інших джерел, що містять інформацію про ранньосередньовічну Скандинавію.

## Вихід
Vikings: War of Clans була випущена 10 серпня 2015 року в Google Play (Android) та App Store (iOS), 10 грудня 2015 року на Amazon Appstore (Android), 19 жовтня 2016 року для Facebook і 15 січня 2017 року на офіційному сайті Plarium.

## Огляди
Пол Ґлейдер, доцент кафедри журналістики Берлінської школи творчого лідерства, написав про свій досвід літа, проведеного під час правління кланом у Vikings: War of Clans, резюмуючи: «Я насолоджувався літом, проведеним у ролі вождя вікінгів. Я дізнався, що багато принципів хорошого лідерства в реальному житті застосовуються у цих віртуальних світах. Ефективне лідерство в обох сферах вимагає часу, роздумів і залучення. Для цього також потрібна команда. І іноді, коли ви відчуваєте, що втрачаєте зацікавленість як лідер, настає час скласти план наступництва або новий план лідерства. Тому що саме тоді ваш клан вікінгів може зіткнутися з найбільшим випробуванням».